# بلومير
بلومير (بالإنجليزية: Plummer)‏ هي مدينة أمريكية تقع في ولاية أيداهو. ويبلغ عدد سكانها 1044 نسمة حسب إحصاء سنة 2010 م 1044.

## التركيبة السكانية
قام مكتب تعداد الولايات المتحدة بتحديد بيانات التركيبة السكانية لبلوميرفي تعداد الولايات المتحدة. في ما يلي، التركيبة السكانية حسب تعدادي 2000 و2010.

### تعداد عام 2000
بلغ عدد سكان بلومير 990 نسمة بحسب تعداد عام 2000، وبلغ عدد الأسر 336 أسرة وعدد العائلات 257 عائلة مقيمة في المدينة. في حين سجلت الكثافة السكانية 875.2 نسمة لكل ميل مربع (337.9/كم2). وبلغ عدد الوحدات السكنية 380 وحدة بمتوسط كثافة قدره 335.9 نسمة لكل ميل مربع (129.7/كم2).
وتوزع التركيب العرقي للمدينة بنسبة 55.86% من البيض و39.29% من الأمريكيين الأصليين و0.10% من الأمريكيين ذوي الأصول الآسيوية و0.10% من سكان جزر المحيط الهادئ و0.71% من الأمريكيين الأفارقة و3.13% من عرقين مختلطين أو أكثر.
بلغ عدد الأسر 336 أسرة كانت نسبة 38.4% منها لديها أطفال تحت سن الثامنة عشر تعيش معهم، وبلغت نسبة الأزواج القاطنين مع بعضهم البعض 49.4% من أصل المجموع الكلي للأسر، ونسبة 17.3% من الأسر كان لديها معيلات من الإناث دون وجود شريك، وكانت نسبة 23.5% من غير العائلات. تألفت نسبة 19.6% من أصل جميع الأسر من أفراد ونسبة 8.0% كانوا يعيش معهم شخص وحيد يبلغ من العمر 65 عاماً فما فوق. وبلغ متوسط حجم الأسرة المعيشية 3.33، أما متوسط حجم العائلات فبلغ 2.95.
بلغ العمر الوسطي للسكان 29 عاماً. وكانت نسبة 33.3% من القاطنين تحت سن الثامنة عشر، وكانت نسبة 12.2% بين الثامنة عشر والأربعة وعشرون عاماً، ونسبة 26.6% كانت واقعةً في الفئة العمرية ما بين الخامسة والعشرين حتى الرابعة والأربعين عاماً، ونسبة 17.6% كانت ما بين الخامسة والأربعين حتى الرابعة والستين، ونسبة 10.3% كانت ضمن فئة الخامسة والستين عاماً فما فوق. يوجد لكل 100 أنثى 96.8 ذكر، ويوجد لكل 100 أنثى في الثامنة عشر من عمرها فما فوق 88.6 ذكر.
بلغ متوسط دخل الأسرة في المدينة 28,438 دولار، أما متوسط دخل العائلة فبلغ 31,806 دولار. وكان متوسط دخل الذكور 26,583 دولار مقابل 20,357 دولار للإناث. وسجل دخل الفرد الخاص بالمدينة 10,564 دولار. وكانت نسبة 17.3% من العائلات ونسبة 22.0% من السكان تحت خط الفقر، وكان من هؤلاء نسبة 23.8% تحت سن الثامنة عشر ونسبة 18.8% في الخامسة والستين من العمر وما فوق.

### تعداد عام 2010
بلغ عدد سكان بلومير 1,044 نسمة بحسب تعداد عام 2010، وبلغ عدد الأسر 374 أسرة وعدد العائلات 261 عائلة مقيمة في المدينة. في حين سجلت الكثافة السكانية 835.2 نسمة لكل ميل مربع (322.5/كم2). وبلغ عدد الوحدات السكنية 405 وحدة بمتوسط كثافة قدره 324.0 لكل ميل مربع (125.1/كم2).
وتوزع التركيب العرقي للمدينة بنسبة 45.7% من البيض و42.7% من الأمريكيين الأصليين و0.1% من سكان جزر المحيط الهادئ و1.1% من الأمريكيين الأفارقة و9.8% من عرقين مختلطين أو أكثر.
بلغ عدد الأسر 374 أسرة كانت نسبة 43.3% منها لديها أطفال تحت سن الثامنة عشر تعيش معهم، وبلغت نسبة الأزواج القاطنين مع بعضهم البعض 41.7% من أصل المجموع الكلي للأسر، ونسبة 15.2% من الأسر كان لديها معيلات من الإناث دون وجود شريك، بينما كانت نسبة 12.8% من الأسر لديها معيلون من الذكور دون وجود شريكة وكانت نسبة 30.2% من غير العائلات. تألفت نسبة 25.4% من أصل جميع الأسر من أفراد ونسبة 10.9% كانوا يعيش معهم شخص وحيد يبلغ من العمر 65 عاماً فما فوق. وبلغ متوسط حجم الأسرة المعيشية 3.27، أما متوسط حجم العائلات فبلغ 2.78.
بلغ العمر الوسطي للسكان 31.4 عاماً. وكانت نسبة 32.8% من القاطنين تحت سن الثامنة عشر، وكانت نسبة 9.6% بين الثامنة عشر والأربعة وعشرون عاماً، ونسبة 22.3% كانت واقعةً في الفئة العمرية ما بين الخامسة والعشرين حتى الرابعة والأربعين عاماً، ونسبة 24.8% كانت ما بين الخامسة والأربعين حتى الرابعة والستين، ونسبة 10.3% كانت ضمن فئة الخامسة والستين عاماً فما فوق. وتوزع التركيب الجنسي للسكان بنسبة 51.1% ذكور و48.9% إناث.